# 訃報 2022年2月
訃報 2022年2月（ふほう 2022ねん2がつ）では、2022年2月に物故した、または物故が報じられた人物についてまとめる。

## 1日 - 15日

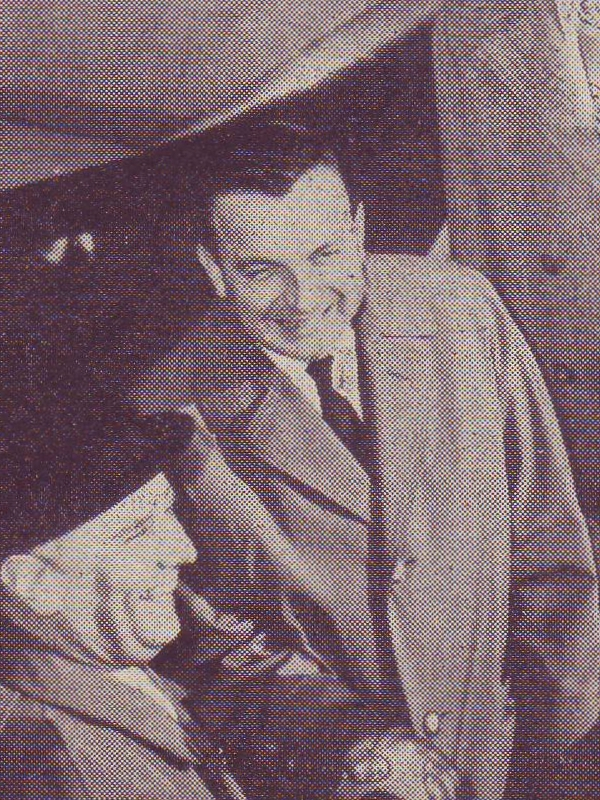
ワルター・バリリ／2月1日没

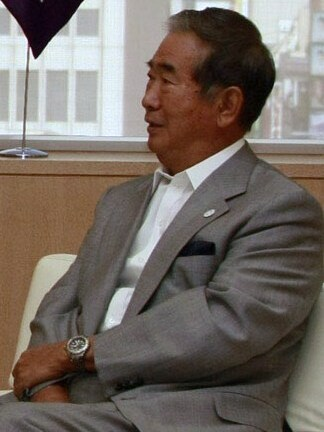
石原慎太郎／2月1日没

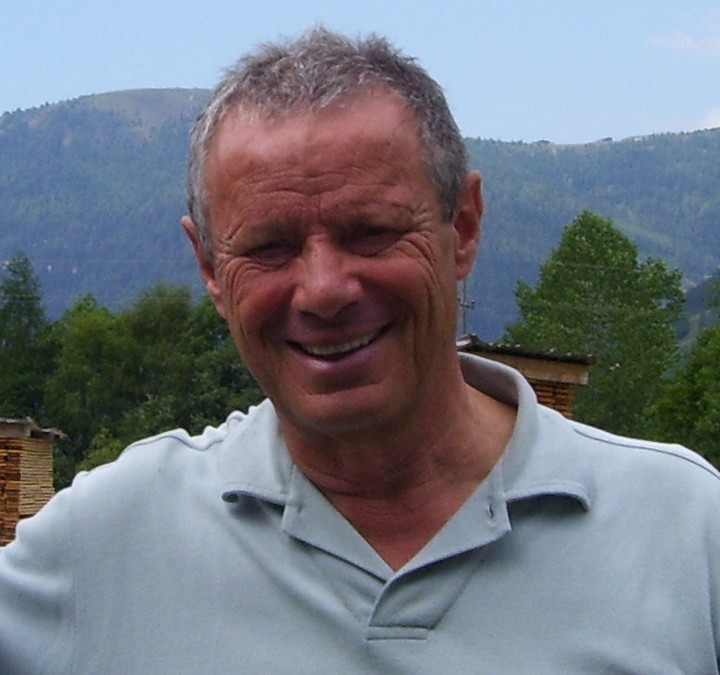
マウリツィオ・ザンパリーニ／2月1日没

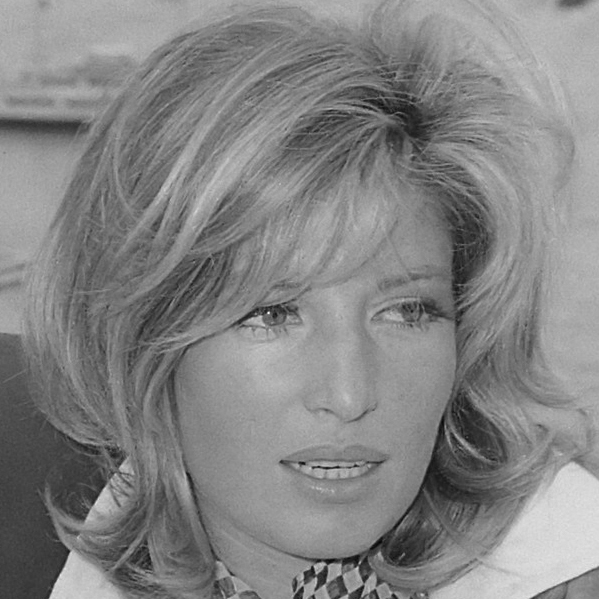
モニカ・ヴィッティ／2月2日没

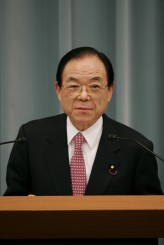
松田岩夫／2月3日没

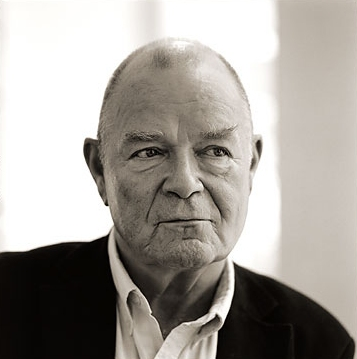
ディーター・マン／2月3日没

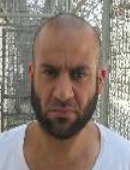
アブイブラヒム・ハシミ／2月3日没

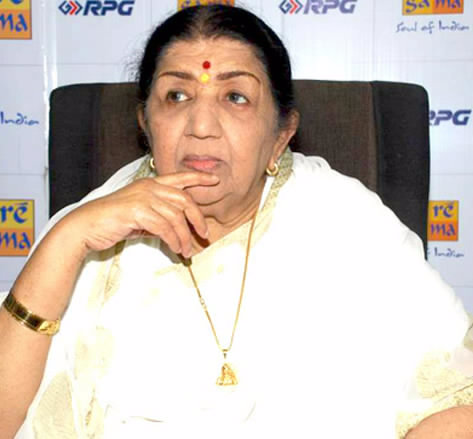
ラタ・マンゲシュカル／2月6日没

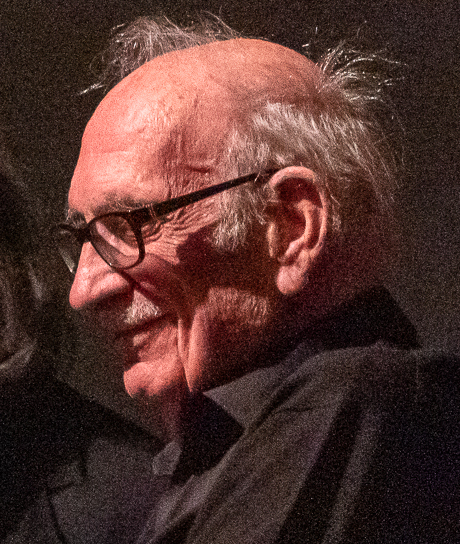
ジョージ・クラム／2月6日没

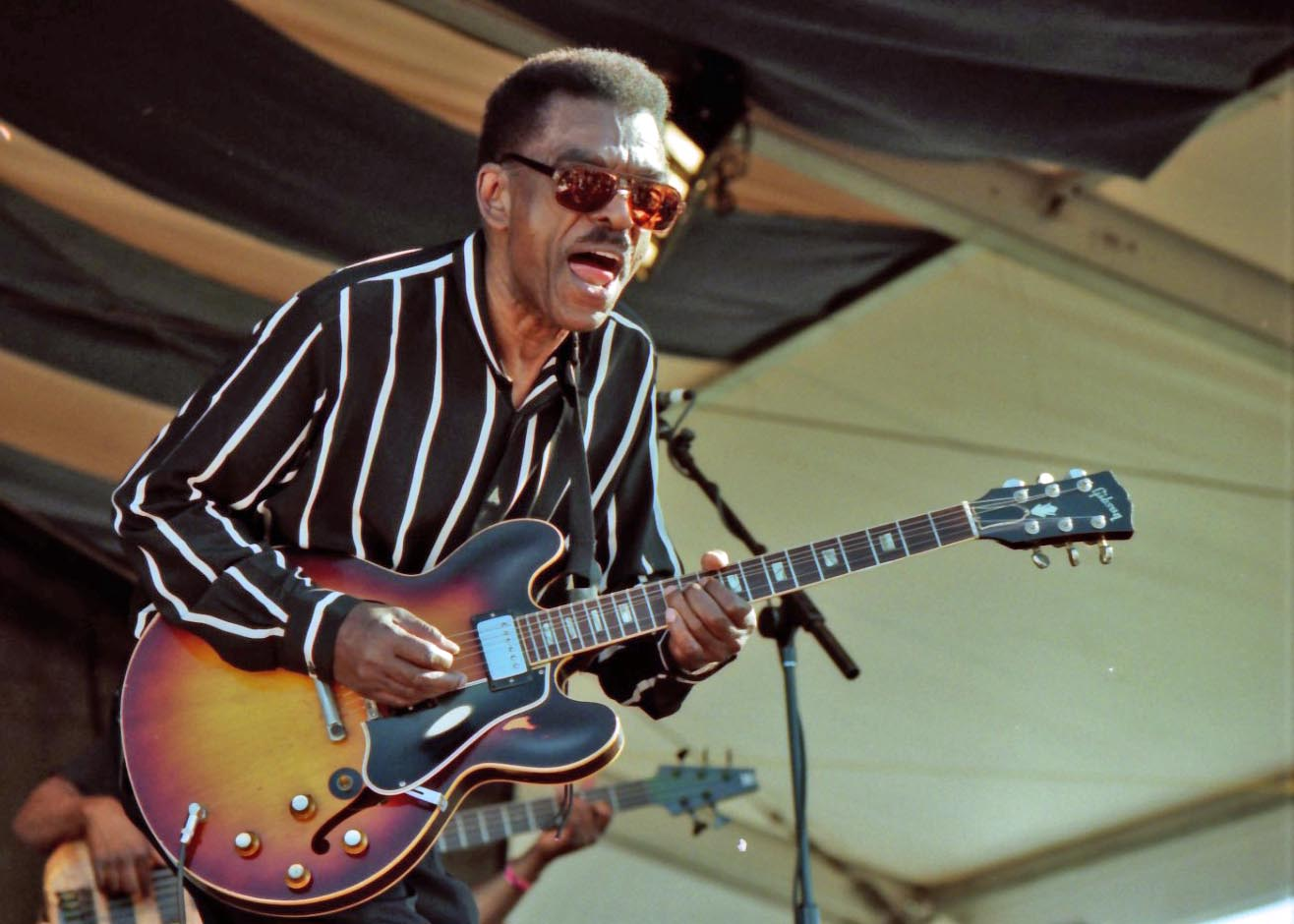
シル・ジョンスン／2月6日没

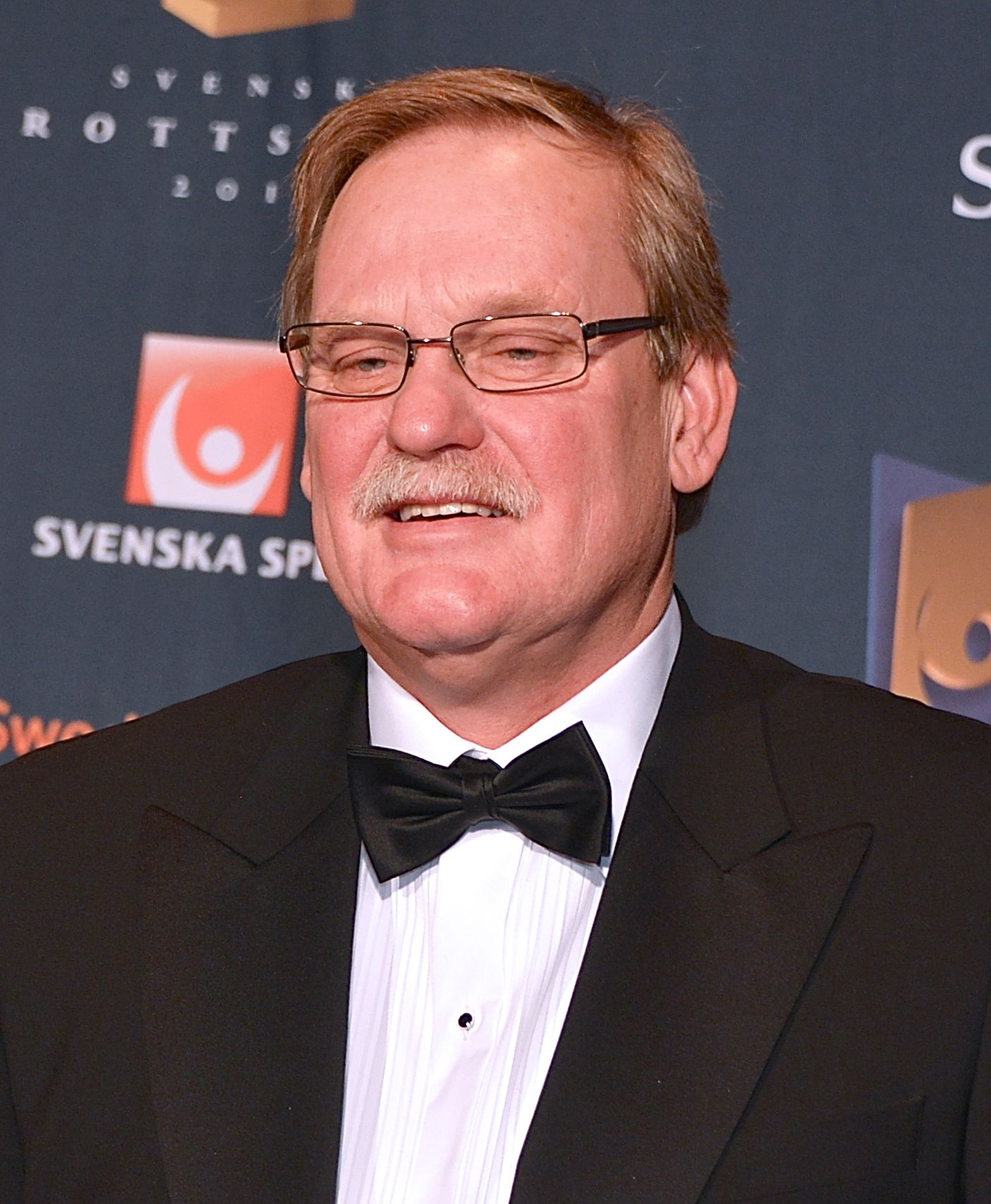
ロニー・ヘルストレーム／2月6日没

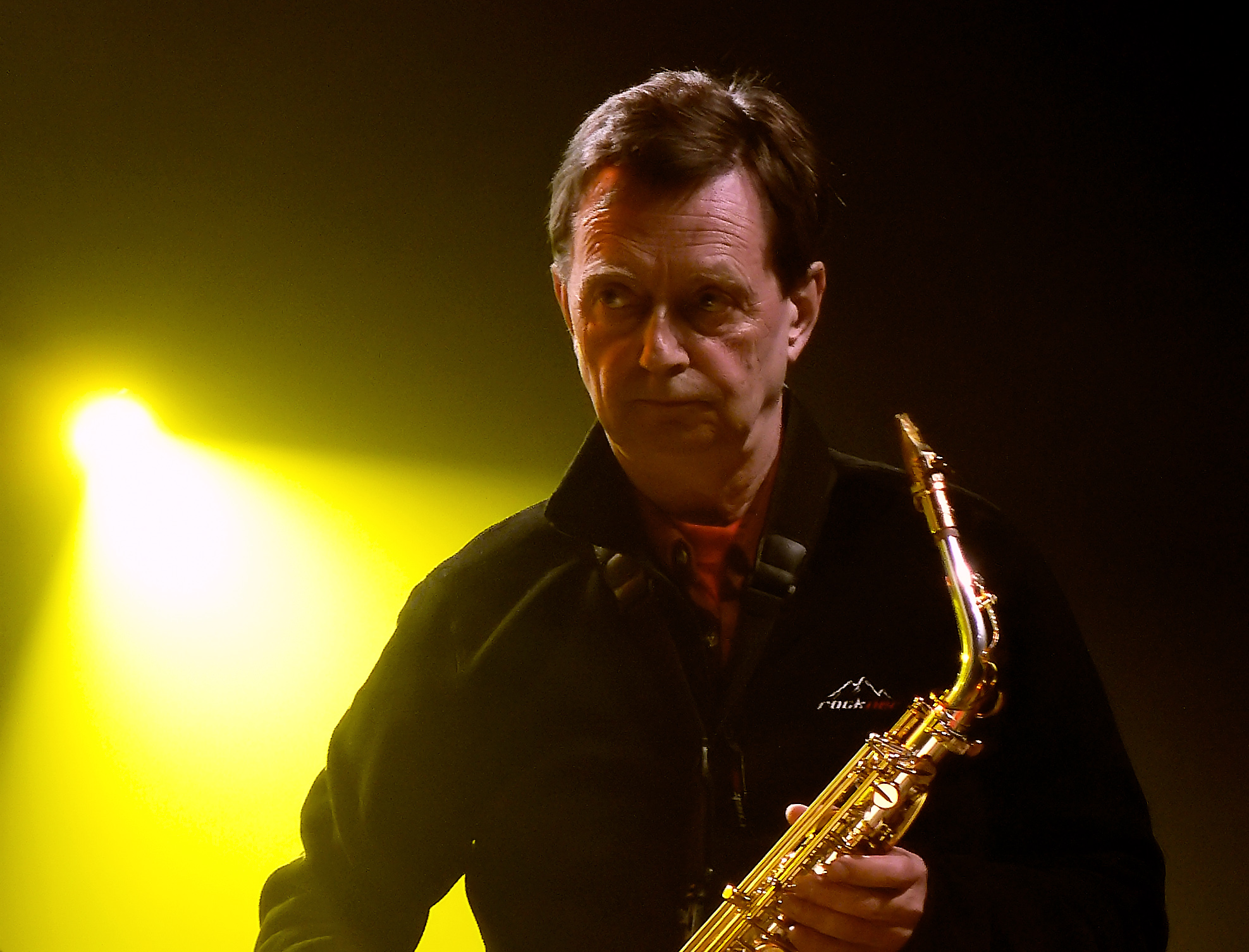
ズビグニエフ・ナミスオフスキ／2月7日没

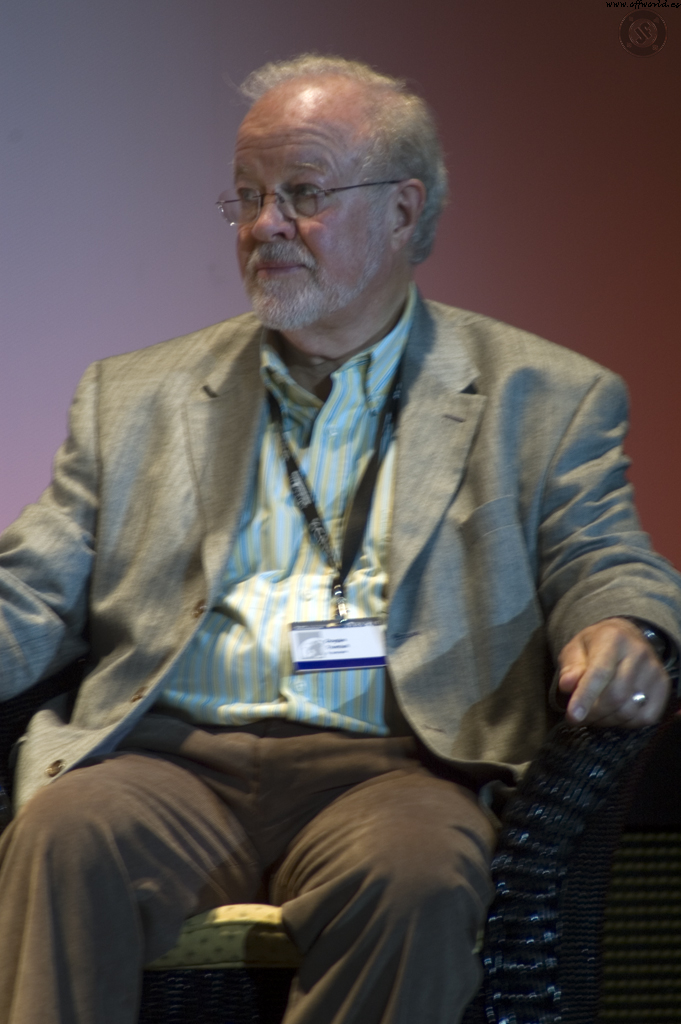
ダグラス・トランブル／2月7日没

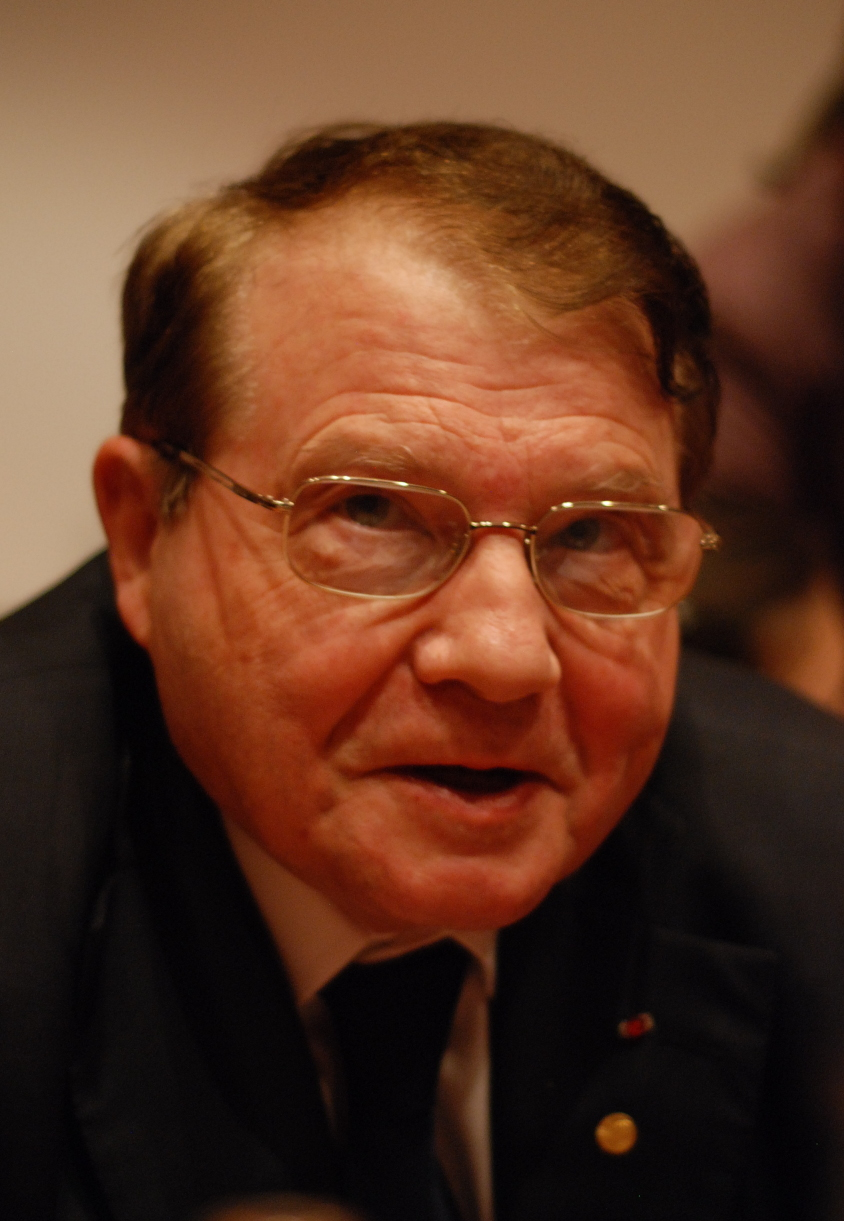
リュック・モンタニエ／2月8日没

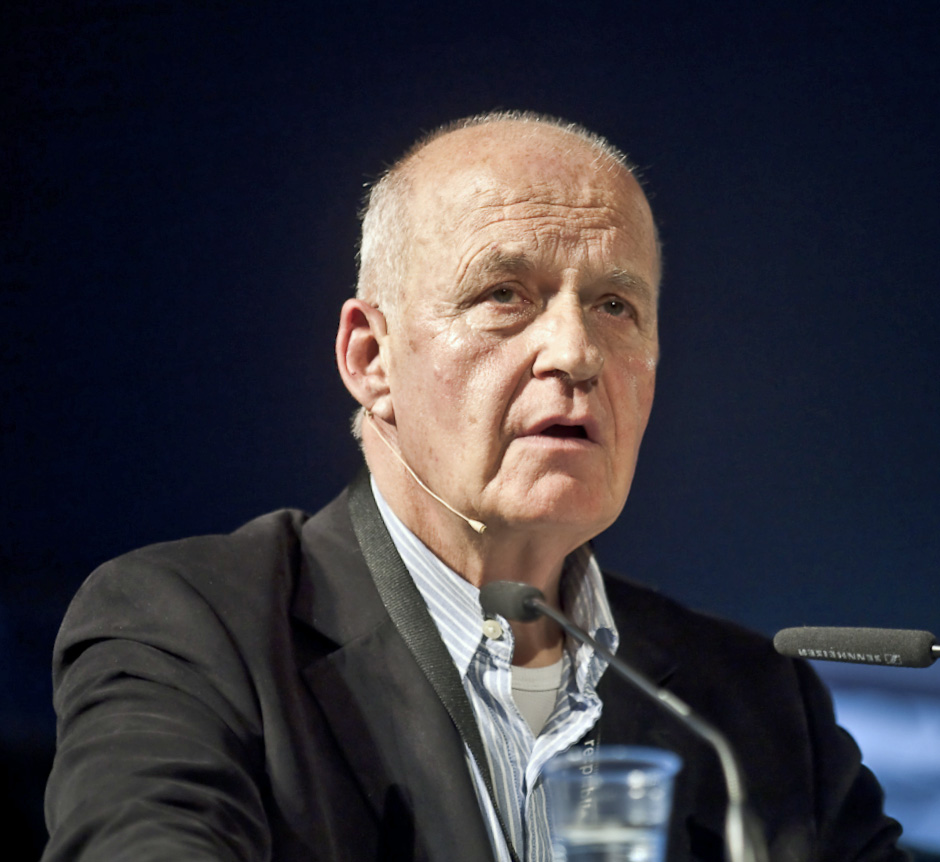
ゲッツ・ヴェルナー／2月8日没

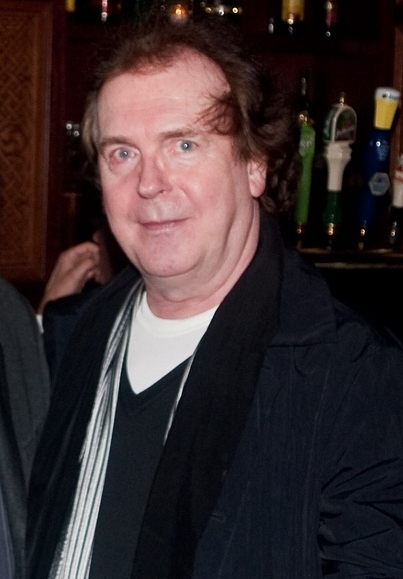
イアン・マクドナルド／2月9日没

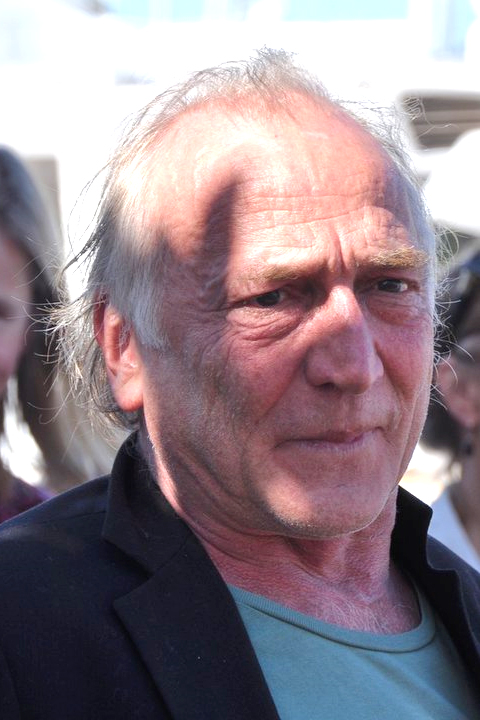
アンドレ・ウィルム／2月9日没

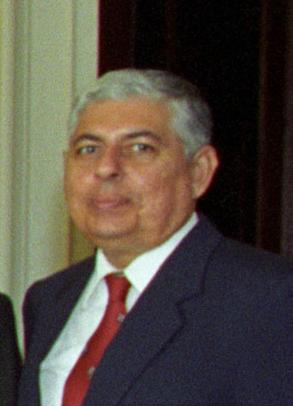
マヌエル・エスキベル／2月10日没

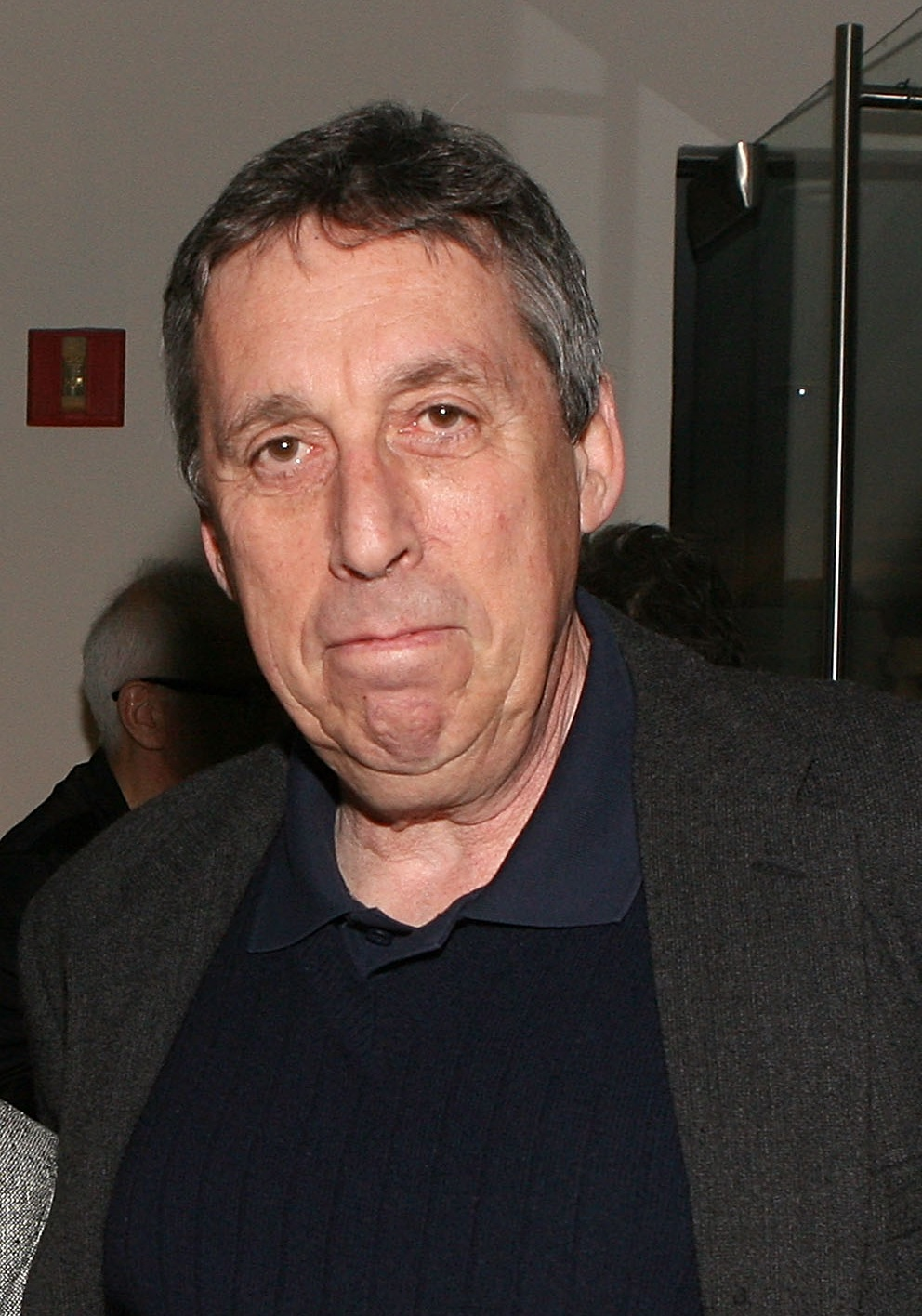
アイヴァン・ライトマン／2月12日没

- 2月1日 - ワルター・バリリ、オーストリアのバイオリン奏者（* 1921年）[1]
- 2月1日 - ヴォルフガング・シュヴァニッツ（英語版）、旧東ドイツの元官僚、元国家保安省長官（* 1930年）[2]
- 2月1日 - 石原慎太郎、日本の政治家、小説家、元参議院議員・衆議院議員【自由民主党・太陽の党・日本維新の会・次世代の党所属】、第14-17代東京都知事、第59代運輸大臣、第8代環境庁長官（* 1932年）[3]
- 2月1日 - 溝口雅彦、日本の実業家、元安田火災海上保険副社長（* 1933年）[4]
- 2月1日 - 水谷千加古、日本の実業家、元住生活グループ（現LIXILグループ）社長（* 1939年）[5]
- 2月1日 - パオロ・グラジオッシ（英語版）、イタリアの俳優（* 1940年）[6]
- 2月1日 - マウリツィオ・ザンパリーニ、イタリアの実業家、イタリアプロサッカーチーム・パレルモFC元会長（* 1941年）[7]
- 2月1日 - ホ・チャム（朝鮮語版）、韓国のテレビ・ラジオパーソナリティ、歌手（* 1949年）[8]
- 2月1日 - ジョン・ザズーラ（英語版）、アメリカ合衆国のレコードレーベルオーナー、メガフォース・レコード創業者（* 1952年）[9]
- 2月1日 - HIROSHIMA、日本のドラマー、元G.I.S.M.メンバー（* 生年非公表）[10]
- 2月2日 - エツィオ・フリジェリオ（英語版）、イタリアの衣裳デザイナー、アートディレクター（* 1930年）[11]
- 2月2日 - 増山栄太郎、日本のジャーナリスト、元時事通信社取締役（* 1930年）[12]
- 2月2日 - モニカ・ヴィッティ、イタリアの女優（* 1931年）[13]
- 2月2日 - ビル・フィッチ、アメリカ合衆国のバスケットボール指導者（* 1932年）[14]
- 2月2日 - エド・フォアマン、アメリカの政治家、元下院議員（* 1933年）[15]
- 2月2日 - 内山斉 - 日本の実業家、元読売新聞グループ本社社長、元日本新聞協会会長、第13代横綱審議委員委員長（* 1935年）[16]
- 2月2日 - ジョー・ディオリオ（英語版）、アメリカ合衆国のジャズギタリスト（* 1936年）[17]
- 2月2日 - 榎本好宏、日本の俳人（* 1937年）[18]
- 2月2日 - 渡辺泰、日本の実業家、元ソフト99コーポレーション社長（* 1951年?）[19]
- 2月3日 - フリストス・サルゼタキス（英語版）、ギリシャの法学者、政治家、第4代大統領（* 1929年）[20]
- 2月3日 - ジョルジュ・アタナシアデ（英語版）、スイスのオルガニスト、合唱指揮者（* 1929年）[21]
- 2月3日 - 松田岩夫、日本の政治家、元参議院議員・衆議院議員【自由民主党・新生党・新進党所属】、第5代科学技術担当大臣・第6代食品安全担当大臣（* 1937年）[22]
- 2月3日 - ディーター・マン、ドイツの俳優（* 1941年）[23]
- 2月3日 - 井上修一、日本の実業家、カルラ会長（* 1942年）[24]
- 2月3日 - ダニー・ジェラルド（英語版）、カナダの歌手、スカイラークメンバー（* 1946年）[25]
- 2月3日 - 大石悦郎、日本の実業家、元中部電力執行役員（* 1960年）[26]
- 2月3日 - 中島英樹、日本のアートディレクター（* 1961年）[27]
- 2月3日 - アブイブラヒム・ハシミ、イラクのイスラム主義活動家、ISIL最高指導者（* 1976年）[28][29]
- 2月4日 - ドラ・オラフスドッティル（英語版）、アイスランドの歴代最高齢者（* 1912年）[30]
- 2月4日 - 織田暢夫、日本の放射線物理学者、東京工業大学名誉教授（* 1924年）[31]
- 2月4日 - 山口多賀司、日本の実業家、非破壊検査創業者、元社長（* 1930年）[32]
- 2月4日 - エミーリア・バレット（英語版）、ブラジルの女性、1955年ミス・ブラジル（* 1934年）[33]
- 2月4日 - 東城しん、日本の漫才師、元Wモアモアメンバー（* 1948年）[34]
- 2月4日（遺体発見日） - キム・インヒョク（朝鮮語版）、韓国のバレーボール選手（* 1995年）[35]
- 2月5日 - 趙淳昇（朝鮮語版）、韓国の政治家、国際政治学者、元国会議員（* 1929年）[36]
- 2月5日 - 大塚正富、日本の実業家、元アース製薬社長（* 1930年）[37]
- 2月5日 - 伊原信一郎、日本の代数学者、青山学院大学名誉教授（* 1936年）[38]
- 2月5日 - ボリス・メルニコフ（英語版）、ロシアの元フェンシング選手、1964年東京オリンピックサーブル団体金メダリスト（* 1938年）[39]
- 2月5日 - 宮谷内亮一、日本の実業家、千島連盟根室支部長（* 1943年）[40]
- 2月5日 - 持田邦夫、日本の有機化学者、学習院大名誉教授・元副学長（* 1947年）[41][42]
- 2月5日 - 西村賢太、日本の小説家、芥川賞受賞者（* 1967年）[43]
- 2月6日 - 常楓（中国語版）、台湾の俳優（* 1923年）[44]
- 2月6日 - ラタ・マンゲシュカル、インドの歌手（* 1929年）[45]
- 2月6日 - ジョージ・クラム、アメリカ合衆国の作曲家、音楽教育者（* 1929年）[46]
- 2月6日 - シル・ジョンスン、アメリカ合衆国のブルースミュージシャン（* 1936年）[47]
- 2月6日 - 増本一彦、日本の弁護士、政治家、元日本共産党衆議院議員（* 1936年）[48]
- 2月6日 - ハンス・ノイエンフェルス（英語版）、ドイツの演出家（* 1941年）[49]
- 2月6日 - 堀内泰夫、日本の新聞記者、元日刊スポーツ新聞社レース部中央競馬担当記者（* 1945年）[50]
- 2月6日 - ロニー・ヘルストレーム、スウェーデンの元サッカー選手・指導者、元同国代表（* 1949年）[51]
- 2月6日 - 新田早規、日本の声優（* 1990年）[52]
- 2月6日 - 松﨑淳、日本のギター職人、ゾディアック・ワークス代表（* 生年不明）[53]
- 2月7日 - 與那嶺ナヒ、日本のスーパーセンテナリアン（* 1908年）[54]
- 2月7日 - マルガリータ・ロサーノ（英語版）、スペインの女優（* 1932年）[55]
- 2月7日 - ズビグニエフ・ナミスオフスキ、ポーランドのジャズサックス・フルート・トロンボーン奏者、作曲家（* 1939年）[56]
- 2月7日 - 吉原英樹、日本の経営学者、神戸大学名誉教授（* 1941年）[57]
- 2月7日 - ダグラス・トランブル、アメリカの映画監督、SFXスーパーヴァイザー（* 1942年）[58][59]
- 2月7日 - ヤクブ・グレッキー、チェコのオートバイレーサー（* 2006年）[60][61]
- 2月8日 - ハビエル・ベラサルセ（スペイン語版）、スペインの元サッカー選手【レアル・マドリード所属】（* 1931年）[62]
- 2月8日 - 石井保雄、日本の歯科口腔外科医、福井医科大学名誉教授（* 1932年?）[63]
- 2月8日 - リュック・モンタニエ、フランスのウイルス学者、ノーベル生理学・医学賞受賞者（* 1932年）[64]
- 2月8日 - 上田敏也、日本の声優（* 1933年）[65]
- 2月8日 - ポルキナ・ヴァレンティーナ・プラトノフナ（ロシア語版）、 ロシア・イギリスの文芸評論家（* 1936年）[66]
- 2月8日 - リッキー・ハンター（英語版）、カナダの元プロレスラー（* 1936年）[67]
- 2月8日 - 渡辺允、日本の元外交官（元ヨルダン・ハシミテ王国駐箚特命全権大使）、第21代侍従長（* 1937年）[68]
- 2月8日 - ゲルハルト・ロート、オーストリアの作家（* 1942年）[69]
- 2月8日 - ダビド・ルドマン、ロシアの柔道・サンボ選手、1969年世界柔道選手権大会70kg以下級銅メダリスト（* 1943年）[70]
- 2月8日 - ゲッツ・ヴェルナー、ドイツの実業家、dm-ドロゲリエ・マルクト創業者（* 1944年）[71]
- 2月8日 - 井上裕正、日本の東洋史学者、奈良女子大学名誉教授（* 1948年）[72]
- 2月8日 - ジェラルド・ウィリアムズ（英語版）、アメリカ合衆国の元MLB選手【ニューヨーク・ヤンキースなどに所属】（* 1966年）[73]
- 2月8日 - 愛枝今日子、日本の声優（* 生年不明）[74]
- 2月9日 - 花谷成功、日本の元軍人・自衛官、元陸軍大尉・航空自衛隊空将（* 1923年?）[75]
- 2月9日 - ジョーゼフ・ホロヴィッツ、オーストリア出身のイギリスの作曲家、指揮者（* 1926年）[76]
- 2月9日 - 村山俊司、日本の実業家、元菱電商事社長（* 1932年）[77]
- 2月9日 - 東海林隆、日本の実業家、元博報堂社長（* 1933年）[78]
- 2月9日 - 七代目春風亭栄枝、日本の落語家（* 1938年）[79]
- 2月9日 - ベティ・デイヴィス、アメリカ合衆国のファンクシンガー、モデル（* 1944年）[80]
- 2月9日 - イアン・マクドナルド、イギリスのロックミュージシャン、音楽プロデューサー、元キング・クリムゾン・フォリナーメンバー（* 1946年）[81]
- 2月9日 - とりいかずよし（鳥居一義）、日本の漫画家、愛知淑徳大学教授（* 1946年）[82]
- 2月9日 - アンドレ・ウィルム、フランスの俳優（* 1947年）[83]
- 2月9日 - スペル・ムニェコ（英語版）、メキシコのプロレスラー（* 1962年）[84]
- 2月9日 - ジェレミー・ジアンビ、アメリカ合衆国の元MLB選手【オークランド・アスレティックスなどに所属】（* 1974年）[85]
- 2月10日 - ジャンヌ・シャバート、フランスのスーパーセンテナリアン（* 1909年）[86]
- 2月10日 - サレハ・アジーリー（アラビア語版）、クウェートの天文学者（* 1920年）[87]
- 2月10日 - ニコライ・マノシン（英語版）、ロシアの元サッカー選手・指導者、元ソ連代表（* 1939年）[88]
- 2月10日 - エドゥアルト・クカン（英語版）、スロバキアの政治家、元国会議員・外務大臣・欧州議会議員（* 1940年）[89]
- 2月10日 - マヌエル・エスキベル、ベリーズの政治家、第2・4代首相（* 1940年）[90]
- 2月10日 - 宮下和夫、日本の実業家、弓立社創業者（* 1942年）[91]
- 2月11日 - 陳文敏（英語版）、台湾の映画監督、脚本家、映画プロデューサー（* 1920年）[92]
- 2月11日 - 矢野進、日本の元競馬騎手・調教師【日本中央競馬会所属】（* 1937年）[93]
- 2月11日 - 細田暉雄、日本のアニメーター（* 1940年）[94]
- 2月11日 - 具滋洪（朝鮮語版）、韓国の実業家、元LSグループ会長（* 1946年）[95]
- 2月12日 - イ・チャヒョン、韓国出身のカナダのスーパーセンテナリアン(カナダの男性歴代2位)、大韓帝国時代生まれの最後の生存者。
- 2月12日 - カルメン・ヘレラ、キューバ出身のアメリカ合衆国の芸術家（* 1915年）[96]
- 2月12日 - 石母田達、日本の政治家、労働運動家、元日本共産党衆議院議員（* 1924年）[97]
- 2月12日 - ベリル・ヴァーチュー、イギリスのテレビプロデューサー、実業家、ハーツウッド・フィルムズ（英語版）創業者（* 1931年）[98]
- 2月12日 - 砂田孝士、日本のバレーボール指導者、日本バレーボール協会副会長（* 1933年）[99]
- 2月12日 - ハワード・グライムス（英語版）、アメリカ合衆国のドラマー、ハイ・リズム・セクション（英語版）メンバー（* 1941年）[100]
- 2月12日 - 山本楡美子、日本の詩人・翻訳家（* 1943年）[101]
- 2月12日 - アイヴァン・ライトマン、チェコスロヴァキア生まれのアメリカの映画監督、映画プロデューサー（* 1946年）[102]
- 2月12日 - 大橋学、日本のアニメーター（* 1949年）[103]
- 2月12日 - 長谷部誠、日本の政治家、元秋田県由利本荘市長（* 1952年）[104]
- 2月13日 - 田村逸也、日本の実業家、元タムラ製作所社長（* 1925年）[105]
- 2月13日 - 鈴木富士男、日本の銀行家、元浜松信用金庫（現浜松磐田信用金庫）理事長（* 1932年?）[106]
- 2月13日 - 棚山波朗、日本の俳人、俳人協会顧問（* 1939年）[107]
- 2月13日 - エドゥアルド・ロメロ（英語版）、アルゼンチンの元プロゴルファー（* 1954年）[108]
- 2月14日 - サンディ・ネルソン（英語版）、アメリカ合衆国のドラマー（* 1938年）[109]
- 2月14日 - 渋谷金太郎、日本の政治家、東京都清瀬市長（* 1951年）[110]
- 2月14日 - ミッキー・ヘンソン、アメリカ合衆国のプロレスレフェリー（* 1963年）[111]
- 2月15日 - 深瀬和巳、日本のジャーナリスト、 元共同通信社常務理事（* 1930年）[112]
- 2月15日 - 柳家さん吉、日本の落語家（* 1938年）[113]
- 2月15日 - アルフレッド・ソール（英語版）、アメリカ合衆国の映画監督、プロダクションデザイナー（* 1943年）[114]
- 2月15日 - タラナス・シャルマ、ネパールの作家、文芸評論家（* 1936年）[115]
- 2月15日 - ナフマン・ウルフ（英語版）、イスラエルの元陸上競技選手、1984年ニューヨーク・ストークマンデビル砲丸投・円盤投、1988年ソウルパラリンピック円盤投金メダリスト（* 1951年）[116]
- 2月15日 - アロケシュ・ラヒリ（英語版）、インドの作曲家（* 1952年）[117]
- 2月15日 - ディープ・シドゥ（英語版）、インドのモデル、俳優、農民運動活動家（* 1984年）[118]

## 16日 - 28日

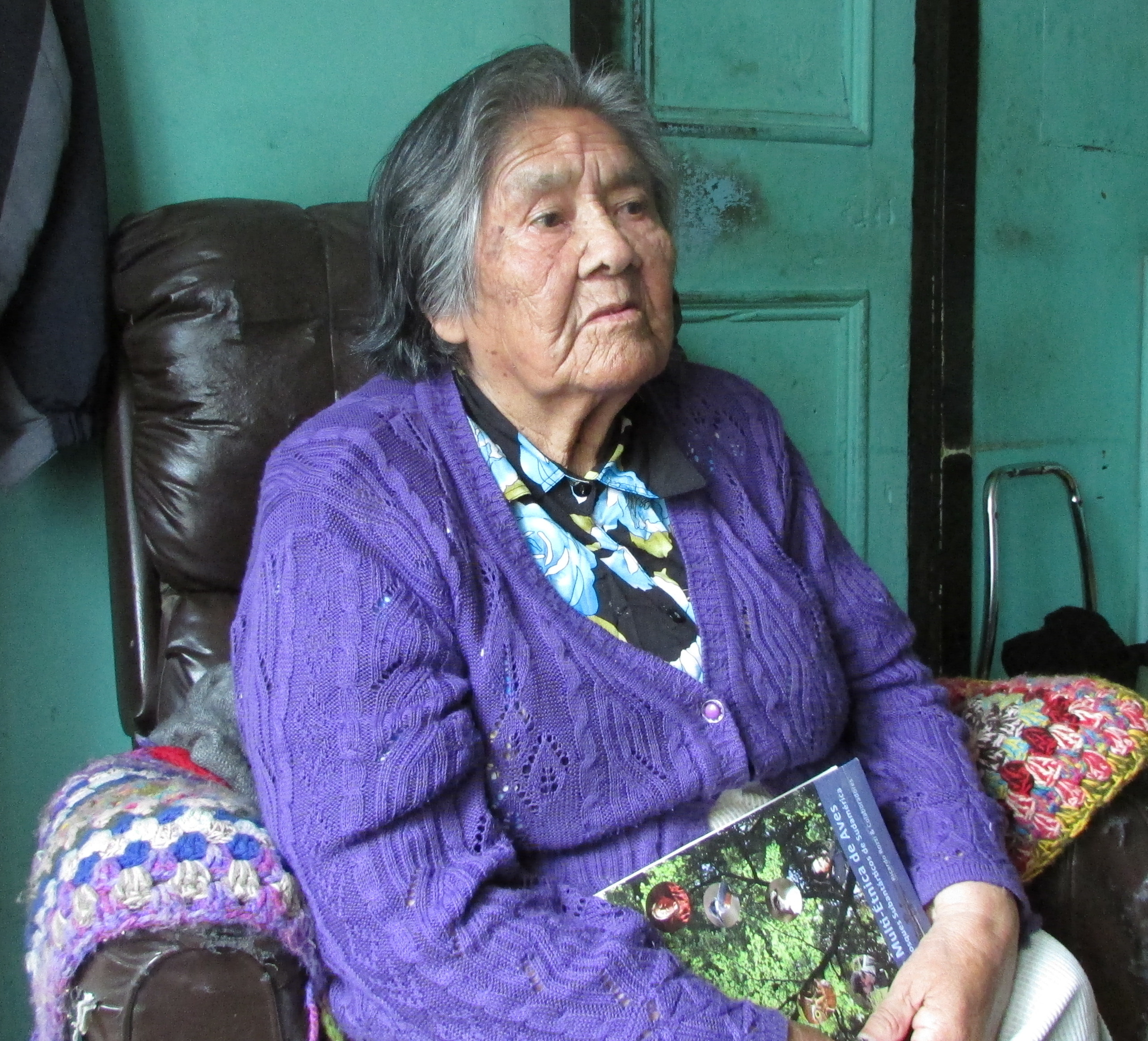
クリスティナ・カルデロン／2月16日没

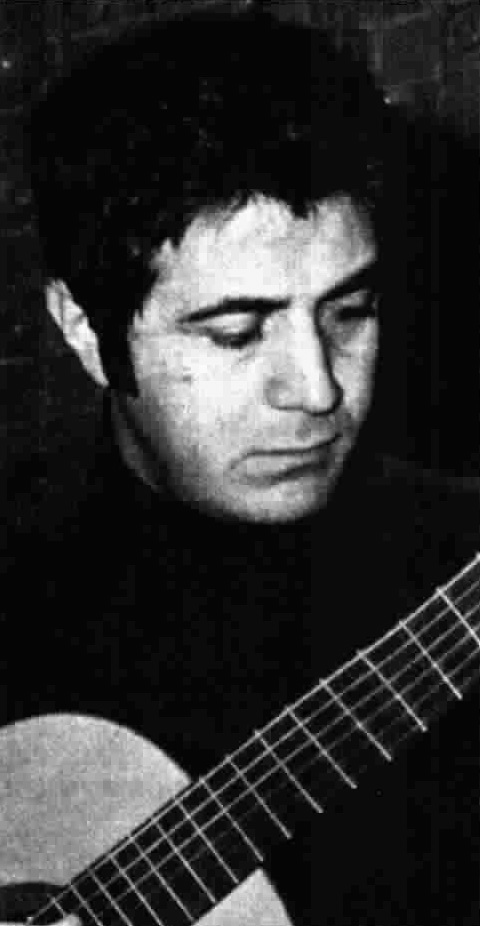
ファウスト・チリアーノ／2月17日没

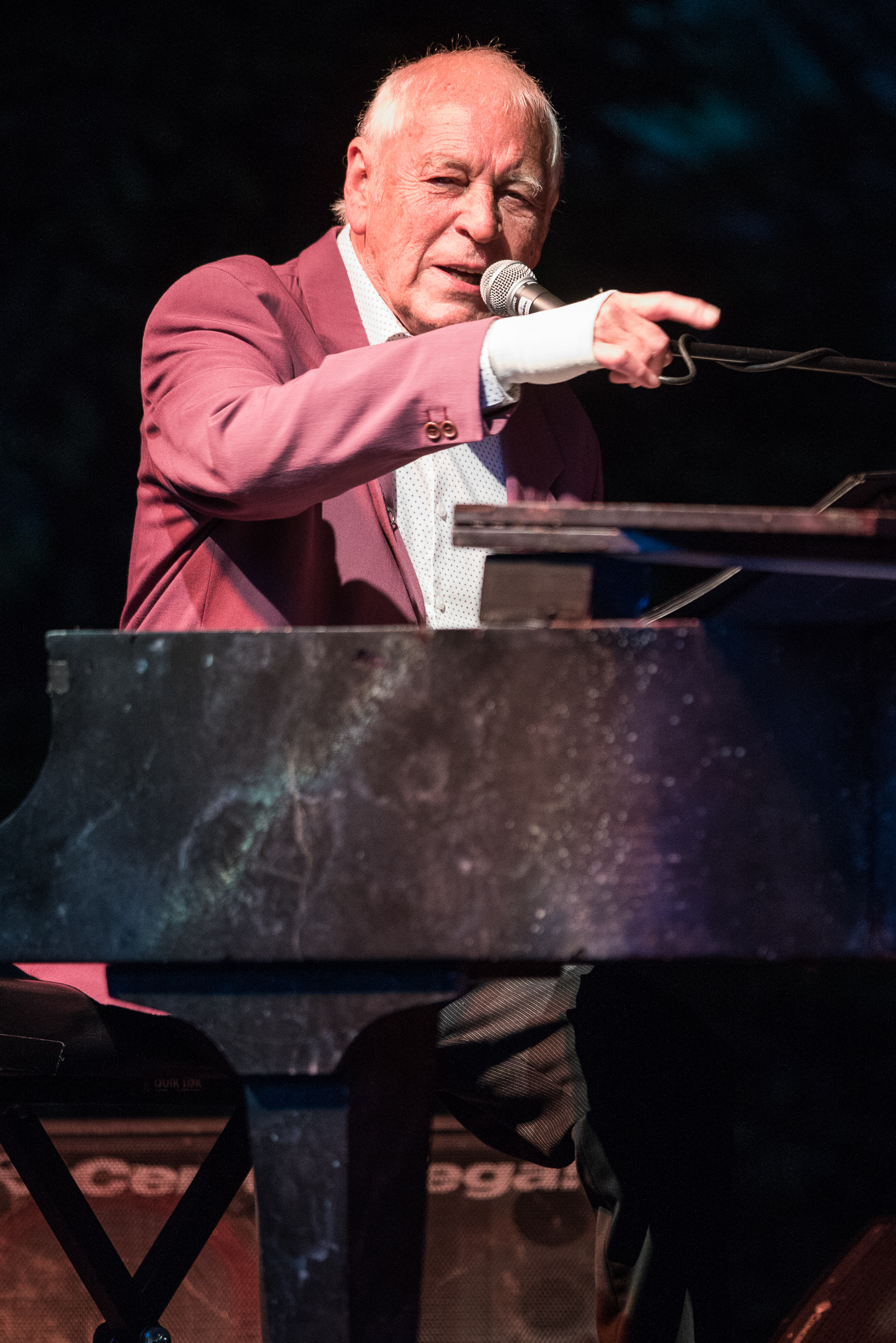
ゲイリー・ブルッカー／2月19日没

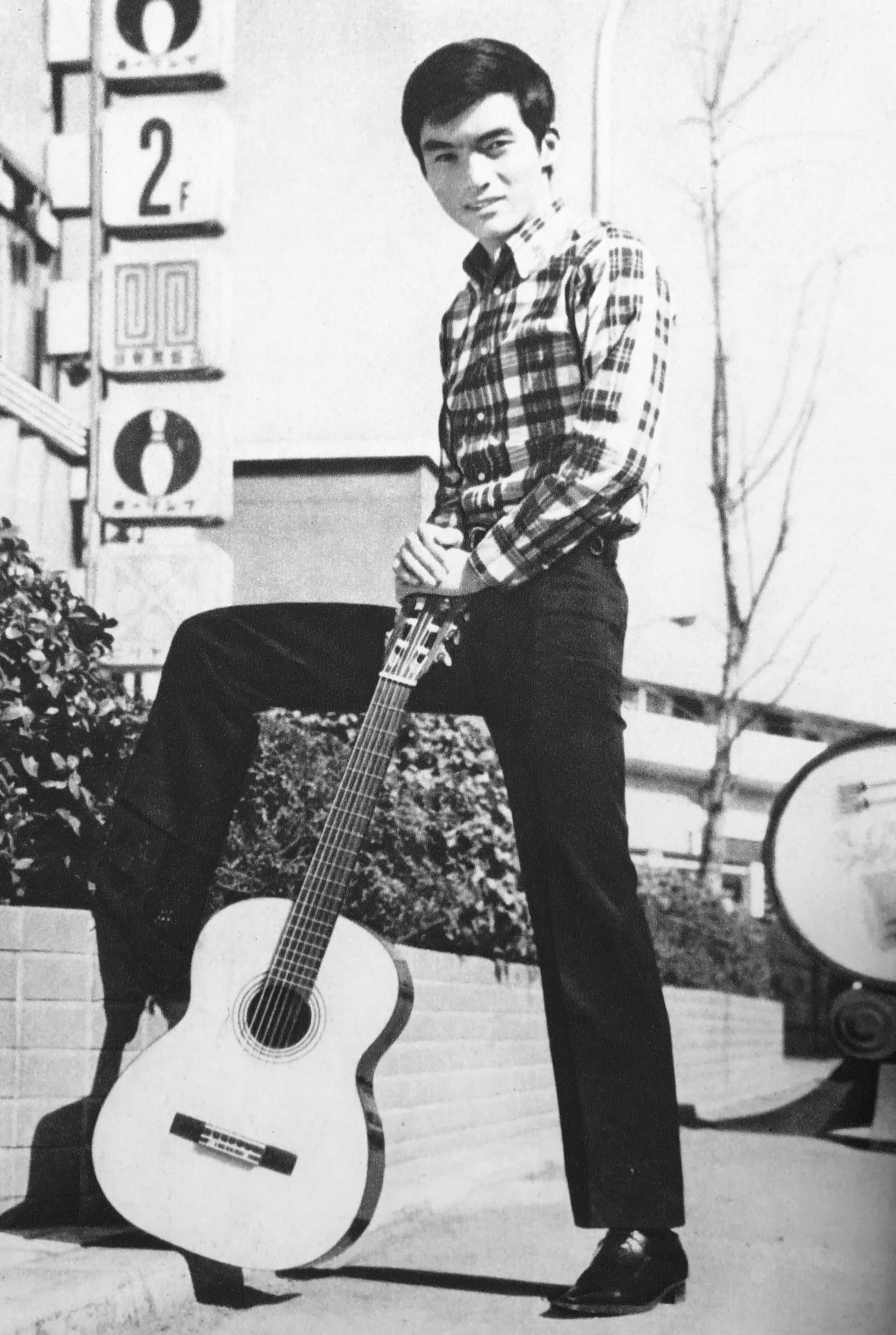
西郷輝彦／2月20日没

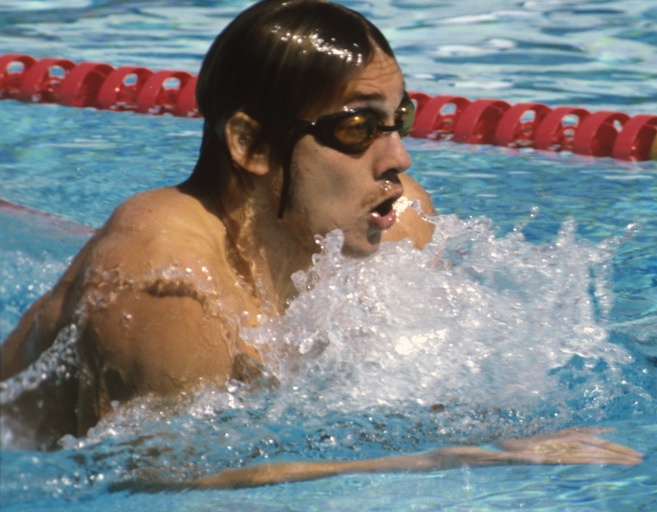
アレクサンドル・シドレンコ／2月20日没

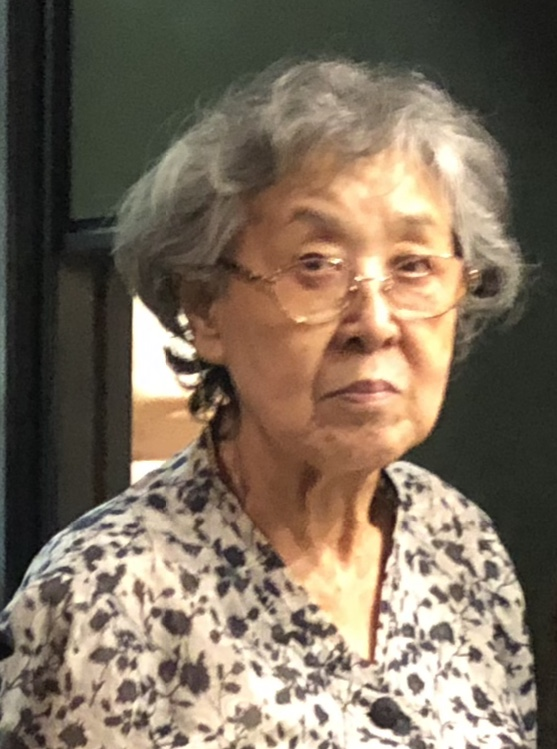
林聖子／2月23日没

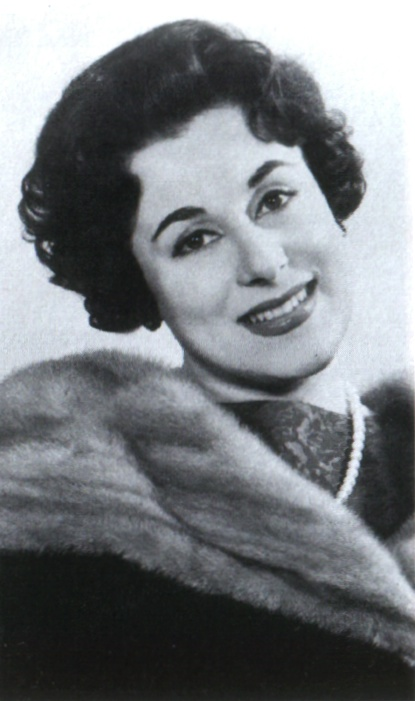
アントニエッタ・ステッラ／2月23日没

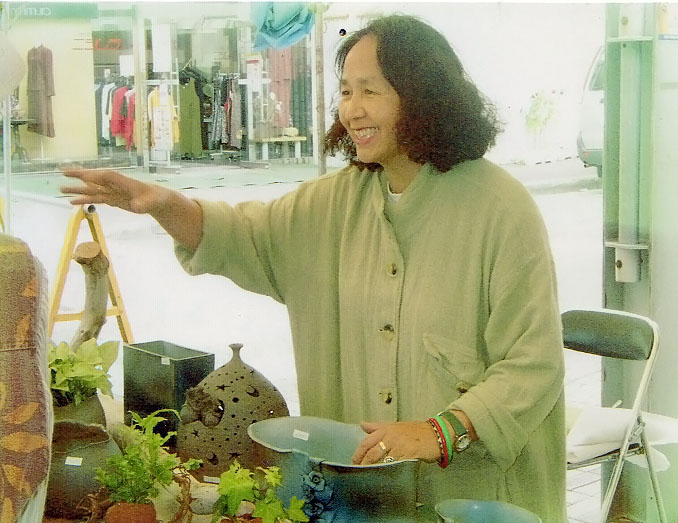
松本キミ子／2月23日没

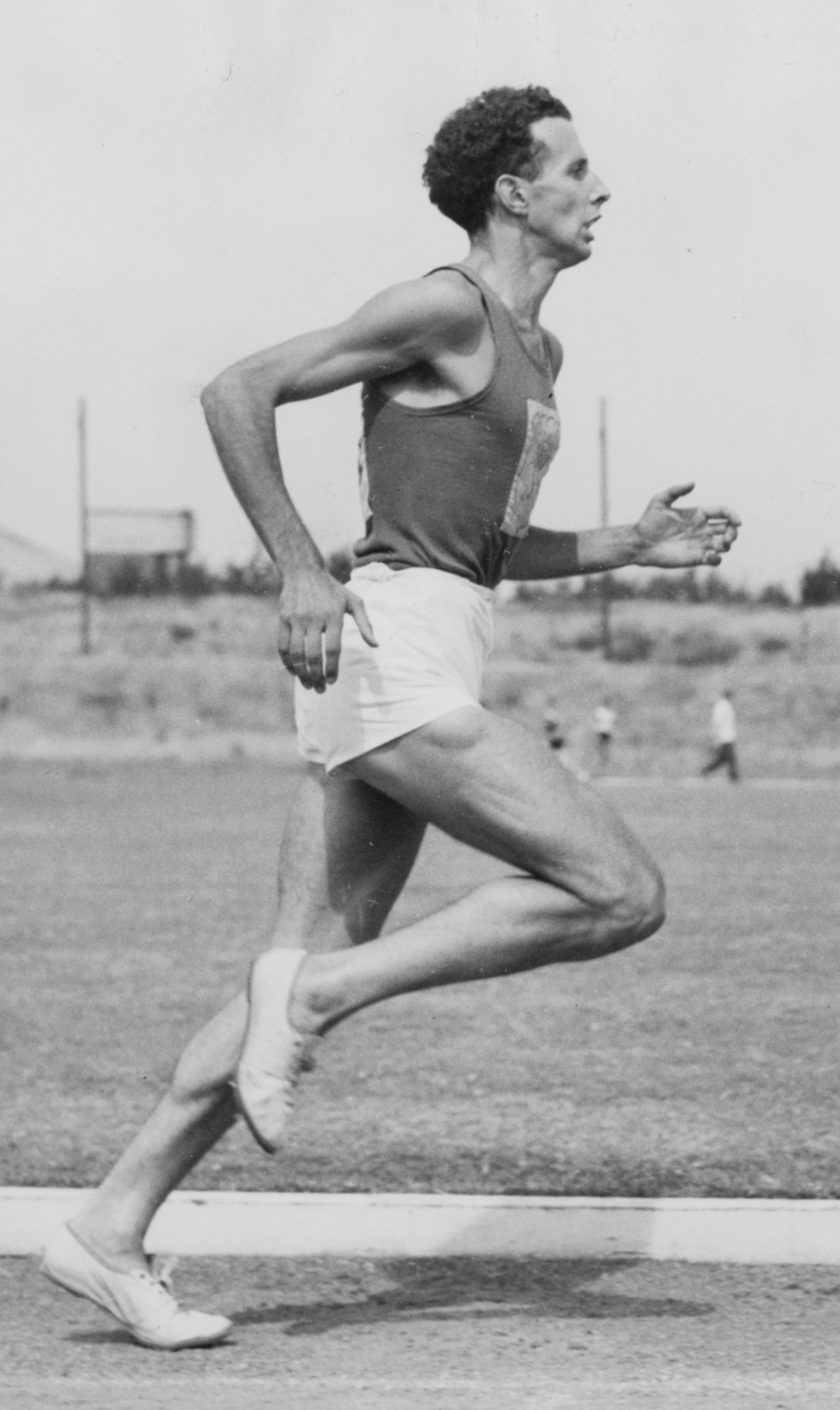
ジョン・ランディ／2月24日没

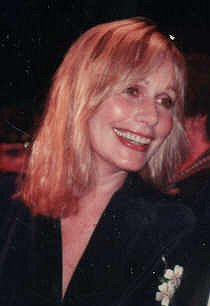
サリー・ケラーマン／2月24日没

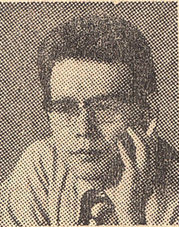
李御寧／2月26日没

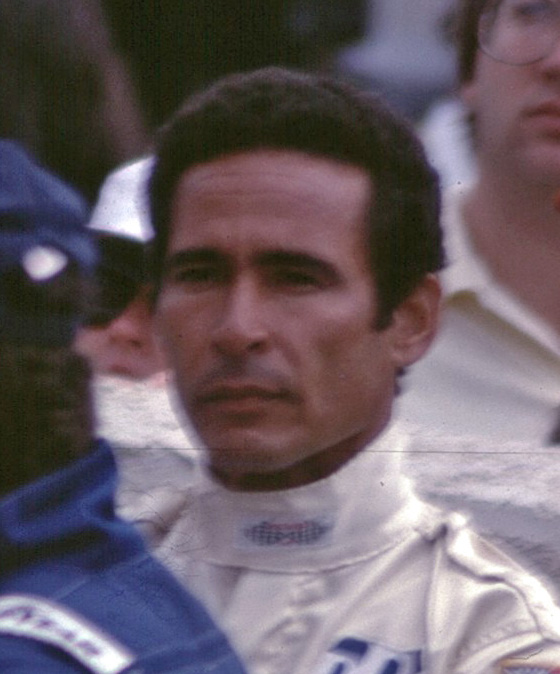
ダニー・オンガイス／2月26日没

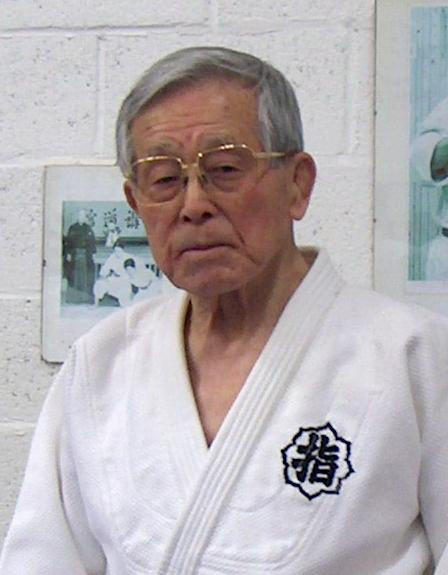
安部一郎／2月27日没

- 2月16日 - ハリー・ゴールズワージー（英語版）アメリカ合衆国の退役軍人、アメリカ空軍の中将（* 1914年）[119]
- 2月16日 - ゲイル・ハルボーセン（英語版）、アメリカの空軍軍人、ベルリン封鎖の際、ロジーネン・ボンバー作戦を考案した人物（* 1920年）[120]
- 2月16日 - 石井公一郎、日本の実業家、教育者、元ブリヂストンサイクル会長（* 1923年）[121]
- 2月16日 - ルイージ・デ・マジストリス、イタリアのカトリック教会聖職者、枢機卿、元内赦院（英語版）親任司祭（* 1926年）[122]
- 2月16日 - 金井正光、日本の医学者、臨床検査学者、信州大学名誉教授（* 1926年）[123]
- 2月16日 - クリスティナ・カルデロン、チリ・ヤーガン族の女性、ヤーガン語を母語言語とする最後の人物（* 1928年）[124]
- 2月16日 - 彭家声、ミャンマーのコーカン族指導者、元シャン州コーカン自治区主席（* 1931年）[125]
- 2月16日 - ジャック・スメサースト（英語版）、イギリスの俳優、コメディアン（* 1933年）[126]
- 2月16日 - ウォルター・デリンジャー（英語版）、アメリカ合衆国の弁護士、元訟務長官代行（* 1941年）[127]
- 2月16日 - ヴァシリス・ボティノス（英語版）、ギリシャの元サッカー選手、元同国代表（* 1944年）[128]
- 2月16日 - 巴戈（中国語版）、台湾の俳優、テレビ番組司会者（* 1954年）[129]
- 2月16日 - アンドレイ・ロパトフ（英語版）、ロシアの元バスケットボール選手、1980年モスクワオリンピック銅メダリスト【旧ソ連代表】（* 1957年）[130]
- 2月16日 - エーモス・ソーヤー、リベリア共和国の政治家、元暫定大統領（* 1945年）[131]
- 2月16日 - ドース・ガマラマ（英語版）、インドネシアの女優、歌手、テレビ司会者（* 1967年）[132]
- 2月17日 - ファウスト・チリアーノ、イタリアの歌手、俳優（* 1937年）[133]
- 2月17日 - 松鶴家千とせ、日本の漫談家、歌手、司会者（* 1938年）[134]
- 2月17日 - ジュゼッペ・ロス（英語版）、イタリアの元プロボクサー、1964年東京オリンピックヘビー級銅メダリスト（* 1942年）[135]
- 2月17日 - 白岩政寿、日本の元大相撲力士、若者頭（* 1957年）[136]
- 2月17日 - デヴィッド・ブレナー、アメリカ合衆国の編集技師（* 1962年）[137]
- 2月18日 - ガブリエル・バッハ（英語版）ドイツ出身のイスラエルの法律家、元イスラエル最高裁判所判事、アドルフ・アイヒマン裁判担当検事（* 1927年）[138]
- 2月18日 - 大町陽一郎、日本の指揮者（* 1931年）[139]
- 2月18日 - 竹本浩三、日本の構成作家、脚本家、演出家、作詞家、吉本興業文芸顧問（* 1933年）[140]
- 2月18日 - エクトル・プリード（英語版）、メキシコの元サッカー選手、元同国代表（* 1942年）[141]
- 2月18日 - 宮林和好、日本の実業家、元東映取締役 （* 1944年）[142]
- 2月18日 - 一文字弥太郎、日本のラジオパーソナリティ、放送作家（* 1959年）[143]
- 2月18日 - ブラッド・ジョンソン、アメリカ合衆国の俳優（* 1959年）[144]
- 2月18日 - スティーブ・フォンヨー（英語版）、カナダのチャリティランナー、元カナダ勲章受勲者（* 1965年）[145]
- 2月18日（遺体発見日） - リンジー・パールマン（英語版）、アメリカ合衆国の女優（* 1978年）[146]
- 2月18日 - 南原兼、日本のボーイズラブ・ライトノベル小説家（* 生年非公表）[147]
- 2月19日 - エミール・フランシス（英語版）、カナダのアイスホッケー選手・指導者・球団幹部、アイスホッケー殿堂（* 1926年）[148]
- 2月19日 - 三村恪一、日本の元サッカー選手・指導者、元日本代表（* 1931年）[149]
- 2月19日 - 津金澤聰廣、日本の社会学者、関西学院大学名誉教授（* 1932年）[150]
- 2月19日 - ナイジェル・バタリー（英語版）、オーストラリアの作曲家、ピアニスト（* 1935年）[151]
- 2月19日 - ヤン・ピエンコフスキー（英語版）、ポーランド出身のイギリスの児童文学作家、挿絵画家（* 1936年）[152]
- 2月19日 - 佐藤孝、日本のコピーライター、実業家、初代博報堂DYメディアパートナーズ社長（* 1939年）[153]
- 2月19日 - ダン・グラハム（英語版）、アメリカ合衆国の造形作家（* 1942年）[154]
- 2月19日 - ゲイリー・ブルッカー、イギリスの歌手、ピアニスト、作曲家、バンド「パラマウンツ」・「プロコル・ハルム」メンバー（* 1945年）[155]
- 2月19日 - ジャン＝リュック・ブルネル、フランスのモデルスカウト（* 1946年）[156]
- 2月19日 - デビッド・ボグス、アメリカ合衆国の電気・無線技術者、イーサネット共同開発者（* 1950年）[157]
- 2月19日 - キー・フラ・ハン、ミャンマーの元プロゴルファー（* 1961年）[158]
- 2月19日 - ナイトバード（英語版）、アメリカ合衆国のシンガソングライター、『アメリカズ・ゴット・タレント』出演者（* 1990年）[159]
- 2月20日 - 小松英雄、日本の国語学者、筑波大学名誉教授（* 1929年）[160]
- 2月20日 - 杉本尚次、日本の地理学者、文化人類学者（* 1931年）[161]
- 2月20日 - 西郷輝彦、日本の歌手、俳優、タレント（* 1947年）[162]
- 2月20日 - サミー・クラーク（英語版）、レバノンの歌手（* 1948年）[163]
- 2月20日 - アレクサンドル・シドレンコ、ロシアの元競泳選手、1980年モスクワオリンピック400m個人メドレー金メダリスト（* 1960年）[164]
- 2月21日 - アーニー・アンドリュース（英語版）、アメリカ合衆国のジャズシンガー（* 1927年）[165]
- 2月21日 - 楚原（中国語版）、香港の映画監督、脚本家、俳優（* 1934年）[166]
- 2月21日 - アブドゥル・ワヒード（英語版）、パキスタンの元フィールドホッケー選手、1960年ローマオリンピック金メダリスト（* 1936年）[167]
- 2月21日 - 朱牟田恒雄、日本の実業家、元毎日新聞社取締役販売担当、元東都春陽堂社長（* 1943年）[168]
- 2月21日 - 小松芳郎、日本の郷土史家、元松本市文書館館長（* 1950年）[169]
- 2月22日 - 関宏成、日本の実業家、元セキ社長（* 1922年）[170]
- 2月22日 - 小伏竹村、日本の書家（* 1926年）[171]
- 2月22日 - マフィー・ファーレイ（英語版）、トルコのジャズトランペット奏者（* 1930年）[172]
- 2月22日 - ジョセフィン・ヴィージー（英語版）、イギリスのメゾソプラノ歌手（* 1930年）[173]
- 2月22日 - 尾形充生、日本の銀行家、元静岡中央銀行社長（* 1933年?）[174]
- 2月22日 - 小出信也、日本のフルート奏者（* 1938年）[175]
- 2月22日 - クリストス・アンゴラキス（英語版）、ギリシャの元陸上選手、1992年バルセロナパラリンピックやり投げ銀メダリスト（* 1952年）[176]
- 2月22日 - マーク・ラネガン（英語版）、アメリカ合衆国のミュージシャン、シンガーソングライター、スクリーミング・トゥリーズ・ガッター・ツインズメンバー（* 1964年）[177]
- 2月23日 - 林聖子、日本の飲食店経営者、文壇バー「風紋」のマダム（* 1928年）[178]
- 2月23日 - アントニエッタ・ステッラ、イタリアのソプラノ歌手（* 1929年）[179]
- 2月23日 - 野澤太一郎、日本の実業家、元ノザワ社長（* 1933年）[180]
- 2月23日 - 松田有作、日本の美術刀剣研究者、秋田県文化功労者（* 1938年）[181]
- 2月23日 - 松本キミ子、日本の彫刻家、美術教師（* 1940年）[182]
- 2月23日 - ヤーッコ・クーシスト（英語版）、フィンランドのヴァイオリニスト、作曲家、指揮者（* 1974年）[183]
- 2月24日 - 熊谷榧、日本の画家、豊島区立熊谷守一美術館館長（* 1929年）[184]
- 2月24日 - ジョン・ランディ、オーストラリアの陸上選手、1956年メルボルンオリンピック男子1500m銅メダリスト（* 1930年）[185]
- 2月24日 - 柴川林也、日本の経営学者、一橋大学名誉教授（* 1934年）[186]
- 2月24日 - 大城宗憲、日本の実業家、南都創業者・会長（* 1936年）[187]
- 2月24日 - サリー・ケラーマン、アメリカの女優、歌手（* 1937年）[188]
- 2月24日 - イワンカ・フリストワ、ブルガリアの元陸上競技選手、1976年モントリオールオリンピック女子砲丸投金メダリスト（* 1941年）[189]
- 2月24日 - ゲイリー・ノース、アメリカのオーストリア学派経済学者（* 1942年）[190]
- 2月24日 - ヴァアイガ・ツイガマラ、サモア出身のニュージーランドの元ラグビーリーグ・ユニオン選手、元ニュージーランド代表（* 1969年）[191]
- 2月24日（訃報発表日） - ドミトリー・デベルカ、ベラルーシの元レスリング選手、2000年シドニーオリンピックレスリンググレコローマンスタイル130kg級銅メダリスト（* 1976年）[192]
- 2月24日 - ヴィタリー・スカクン、ウクライナの軍人、ウクライナ海兵隊工兵（* 1996年）[193][194]
- 2月25日 - ピョン・ジャンホ（英語版、朝鮮語版）、韓国の映画監督（* 1940年）[195]
- 2月25日 - ディミトリス・ツォヴォラス（英語版）、ギリシャの政治家、元財務大臣（* 1942年）[196]
- 2月25日 - ローレル・グッドウィン（英語版）、アメリカ合衆国の女優（* 1942年）[197][198]
- 2月25日 - 下地志直、日本のアニメプロデューサー（* 1958年）[199]
- 2月25日 - ライオネル・ジェームス（英語版）、アメリカ合衆国の元アメリカンフットボール選手【ロサンゼルス・チャージャーズ所属】（* 1962年）[200]
- 2月25日 - ファラ・フォーク、アメリカ合衆国の女優（* 1968年）[201]
- 2月25日 - オレクサンドル・オクサンチェンコ、ウクライナの軍人、戦闘機パイロット、同国第831戦術航空旅団大佐（* 1968年）[202][203]
- 2月25日 - ジョエリ・ビディリ（英語版）、フィジーの元ラグビーユニオン選手、元フィジー・ニュージーランド代表（* 1973年）[204]
- 2月26日 - ラルフ・アーン（英語版）、アメリカ合衆国の俳優（* 1926年）[205]
- 2月26日 - 山中郁子、日本の政治家、元日本共産党参議院議員（* 1933年）[206]
- 2月26日 - 李御寧、韓国の文芸評論家、初代文化部長官（* 1934年）[207][208]
- 2月26日 - 川津祐介、日本の俳優、タレント（* 1935年）[209]
- 2月26日 - 天野宏、日本の実業家、元呉羽化学工業（現クレハ）社長（* 1938年）[210]
- 2月26日 - 井垣康弘、日本の元裁判官、弁護士、元神戸家庭裁判所判事（* 1940年）[211]
- 2月26日 - ダニー・オンガイス、アメリカ合衆国のレーシングドライバー（* 1942年）[212]
- 2月26日 - ミハイル・ゴレミノフ（英語版）、ブルガリアの作曲家、ピアニスト（* 1957年）[213]
- 2月26日（遺体発見日） - ニダー・パチャラウィーラポン、タイの女優（* 1984年）[214]
- 2月26日 - スヌーティー・ワイルド（英語版）、アメリカ合衆国のラッパー（* 1985年）[215]
- 2月27日 - 安部一郎、日本の柔道家、講道館十段（* 1922年）[216]
- 2月27日 - ハラルト・ヴァインリッヒ（英語版）、ドイツの古典学者（* 1927年）[217]
- 2月27日 - 稲畑汀子、日本の俳人（* 1931年）[218]
- 2月27日 - 三浦亮、日本の内科医、元秋田大学学長（* 1937年）[219]
- 2月27日 - 岩永勝敏、日本の映像作家（* 1939年）[220]
- 2月27日 - 近藤恒夫、日本の社会運動家、日本DARC創設者（* 1941年）[221]
- 2月27日 - 竹内敏信、日本の写真家（* 1943年）[222]
- 2月27日 - ヴェロニカ・カールソン（英語版）、イギリスの女優、モデル（* 1945年）[223]
- 2月27日 - ネッド・アイゼンバーグ、アメリカ合衆国の俳優（* 1957年）[224]
- 2月27日 - ニック・ゼッド（英語版）、アメリカ合衆国の映画監督、作家、画家（* 1958年）[225]
- 2月28日 - 原一雄、日本の心理学者、国際基督教大学名誉教授（* 1929年）[226]
- 2月28日 - 大谷羊太郎、日本の小説家、推理作家（* 1931年）[227]
- 2月28日 - アブゼド・オマル・ドルダ、リビアの政治家、元全国人民委員会書記長（首相格）（* 1944年）[228]
- 2月28日 - 津田紘、日本の実業家、元スズキ社長（* 1945年）[229]
- 2月28日 - ブラックマン、メキシコのプロレスラー（* 1949年）[230]
- 2月28日 - 井上倫宏、日本の声優、俳優（* 1958年）[231]
- 2月28日 - カーク・ベイリー（英語版）、アメリカ合衆国の俳優、声優（* 1963年）[232]
- 2月28日 - 祝文君（中国語版）、香港のテレビタレント、俳優（* 1966年）[233]
- 2月28日 - 金正宙（英語版）、韓国の実業家、ネクソン創業者（* 1968年）[234][235]
- 2月28日 - アンドレイ・スホベツキー、ロシアの軍人、第41諸兵科連合軍副司令官（* 1974年）[236][237]